# Стефан Хмелецький

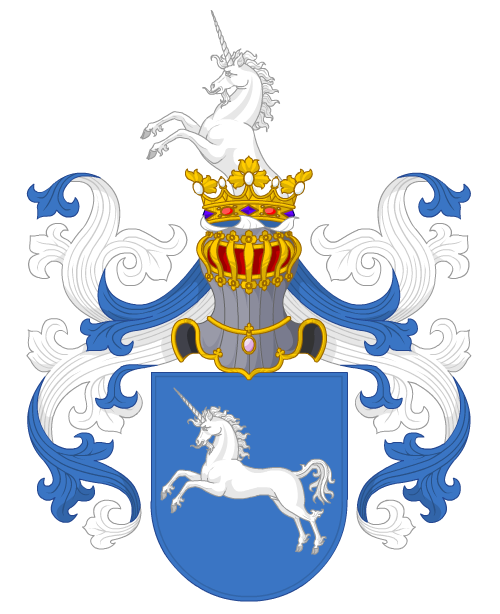
Герб Бонча родини Хмелецьких

Стефан Хмелецький  гербу Бонча (пол. Stefan Chmielecki, 1595 (?) — 20 лютого 1630, Новий Меджибіж) — державний і військовий діяч Речі Посполитої. Староста овруцький і таборівський, хорунжий брацлавський, воєвода київський (1630). З 1626 року керував обороною України від татарських наїздів. Перемагав їх у битвах під Мартиновом (1624) і Білою Церквою (1626). Учень гетьмана Станіслава Жолкевського. Виступав за тісний союз між шляхтою і козацтвом.

## Біографія

### На службі у магнатів
Дату та місце народження Стефана Хмелецького не встановлені. Походив зі збіднілої шляхетської родини католицької віри. Відомо, що його батько Корнелій був державцем у селі Кунин, васалом («клієнтом») руських князів Острозьких і Корецьких.
Початок військової кар'єри припав на московську «експедицію» під командуванням досвідченого Шимона Копитніцького.
Ймовірно, Стефан також служив при їхніх дворах і брав участь в Московській війні 1609–1612 у Смутний час. Під час цієї війни він належав до конфедерації найманців Цеклінського, з яким зв'язався під Москвою і від якого 1612 р. був відправлений до Станіслава Жолкевського у справі сплати платні за службу. Наступного року Хмелецький як посол головного кола конфедерації відвідав Варшавський сейм. Після закінчення війни повернувся на службу до князів Острозьких.
У 1614 році Зоф'я Замєховська заставила йому клейноти за позику 20000 злотих, які так і не викупила.
1616 р. брав участь у боротьбі за трансильванський престол між Бетленом і Гомонайовом, перебуваючи у загонах останнього. Припускають, що він діяв у політичних інтересах Острозьких і Корецьких. У тому ж статусі Хмелецький воював проти татар під булавою С. Жолкевського. У боях під Бушею і Цецорою командував загоном у 800 козаків.
Під час Цецорського побоїща (1620), у якому війська Речі Посполитої були розгромлені турецько-татарськими силами, Хмелецький полишив коронного гетьмана Жолкевського напризволяще і відступив з поля битви, прорвавшись крізь кільце оточення татарської кінноти. Цей безславний вчинок він намагався згодом змити у численних битвах.
1621 р. Хмелецький перейшов на службу до київського воєводи Томаша Замойського, який рік тому одружився з Катериною Острозькою (1602—1642), і отримав від нього у «ласкаве» (безплатне) державлення волості Красне і Новий Меджибіж (за іншими даними Меджибіж), 2 села. На плечі Стефана покладався нелегкий обов'язок боронити величезні маєтності Замойських і Острозьких від нападів татар. Того ж року на чолі загону у 600 козаків Хмелецький рушив під Хотин, але дорогою зіткнувся з татарськими підрозділами, що стало причиною його запізнення на битву. Після цього продовжував служити у Замойського як командир прикордонних загонів.

### ПідлеглийСтаніслава Конєцпольського
1620-і, 1630-й роки були часом найбільшої слави Стефана Хмелецького. Спочатку був підлеглим гетьмана Станіслава Конецпольського, згодом полковником (реґіментарем) військ «українних».
Під час нападу татар Буджацької орди на Західне Поділля взимку 1624 р. Хмелецький був висланий на розвідку з людьми Томаша Замойського та чотирма козацькими хоругвами гетьмана С. Конєцпольського до району Скала — Чортків. 5 лютого він атакував ворожий загін Манзул-мурзи з 1500 осіб біля Залісся і розбив його. Під час бою Хмелецький зазнав небезпечного вогневого поранення.
В часі наступної татарської агресії в Україну в червні 1624 р. виступив проти військ Кантемир-мурзи. У битві на рівнині між Мартиновом, Галичем і Більшівцями Хмелецький командував легкою кіннотою на правому фланзі військ С. Конєцпольського. Під час переправи ворожих сил через Дністер Стефан відрізав їм дорогу до броду і змусив перебиратися на протилежний берег у незручному місці. Коли половина татар перейшла річку, по них з фронту вдарило усе шляхетсько-козацьке військо С. Конєцпольського і обернуло противника на втечу. У погоню за відступаючими татарами рушили загони легкої кінноти Хмелецького. Вони гнали ворога декілька десятків кілометрів до Хотимира (90 км від Мартинова), посікши більшу частину втікачів. За ці бойові заслуги король пожалував Хмелецькому брацлавську хоругву.
Взимку 1626 р., під час чергового наїзду кримських татар на Поділля і Галичину, Стефан отримав від гетьмана С. Конєцпольського 800 вояків, з якими йому було наказано слідкувати за противником. Всупереч інструкціям, він раптово атакував вночі під Тернополем татарський кіш, у якому перебував хан Мехмед ІІІ Ґерай. Хоча Хмелецький змушений був відступити до Тернопільської фортеці, він забрав увесь татарський ясир і вільних коней. У наступних днях він розбив ряд підрозділів противника на південному заході Тернополя.
Хоробрість Хмелецького, його бойова удача і чудове знання тактики татар завоювали йому визнання у війську, як шляхетському, так і козацькому. Через те, що гетьман Конецпольський вирушав з походом до Пруссії, він призначив Стефана полковником «українних» військ.

### Полковник військ «українних»
Восени 1626 р. нова татарська орда рушила на Україну. 9 жовтня 6-тисячні сили Хмелецького — підрозділи кварцяного війська та запорозькі реєстрові козаки під проводом Михайла Дорошенка — розбили основний кіш нападників на берегах ріки Рось неподалік Білої Церкви. Впродовж наступних 2-х днів були знищені менші татарські загони в околицях. У полон потрапило 1200 татар, серед яких було 40 чи 50 мурз.
1627 р. турецькі підрозділи під командуванням Хассана-паші спробували відновити укріплення ряду замків по Дніпру, які були зруйновані козаками за правління Сулеймана І. Однак їхні роботи були перервані звісткою про підхід військ Хмелецького. Налякані турки поспіхом повернули назад до Очакова. Восени того року за участи молдавського господаря Мирона Бернавського як посередника як представник Речі Посполитої брав участь в безрезультатних переговорах з приводу будівництва турками прикордонних фортець з кимось із турків і татар.
Восени 1629 р. татари знову вдерлися до України. Нечисленне військо Хмелецького не могло діяти без підходу козаків, тому рушило вслід за противником. Суперечки з руським воєводою Станіславом Любомирським, який не бажав йти під командою Стефана, «буксували» просування шляхетських сил. 4 жовтня хорогва Самуїла Лаща розбила один татарський підрозділ біля Устя на Дністрі, а 9 жовтня сам Хмелецький, який нарешті дочекався підтримки козаків Грицька Чорного, розгромив основне військо ворога біля Гнилої Липи (див. Битва під Бурштином). Син буджацького Кантемир-мурзи загинув, а брат Гадлі-мурзи разом з 2000 вояків потрапили у полон. Кантемир-мурза та Галга-мурза врятувалися втечею. За цей похід у 1630 році Хмелецькому за сприяння Томаша Замойського було даровано посаду київського воєводи та староство Овруцьке. До цього він займав посади ротмістра, королівського полковника, брацлавського хорунжого (1625), коронного стражника, гетьманського намісника і таборівського старости (1629).

### Заслуги
Стефан Хмелецький є одним із шляхетських полководців, пам'ять про славу і діяння якого оспівана у піснях. Він здобув популярність завдяки своїм подвигам і характером не лише у війську, але й серед місцевого українського населення. Хмелецький належав до небагатьох військовиків Речі Посполитої, які вміли перемагати татар і ліквідовувати ворожі загони під час їхніх маневрів. Його військове мистецтво було прикладом для Яна Собеського, майбутнього короля. Запорукою воєнних успіхів Хмелецького були добре налагоджена внутрішньовійськова дисципліна та досконала розвідувальна служба. Пройшовши кар'єрний шлях від слуги-пахолка до воєводи, він міг вправно обходитись як з селянами, так і магнатами. Хмелецький був особливо популярний серед українського козацтва, оскільки цінував його бойові якості і відносився до запорожців як до рівних шляхті.
Хмелецький був добре обізнаний у козацько-татарсько-турецьких справах. За посередництва козаків він намагався накинути Кримському ханству протекторат Речі Посполитої. Зокрема, з його дозволу і допомоги були організовані ряд козацьких виправ на Крим у 1628 і 1629 роках на поміч Мехмеду ІІІ Ґераю у громадянській війні. Однак проект Хмелецького про єдину анти-османську коаліцію Речі Посполитої і Кримського ханства реалізований не був.
Постать Хмелецького залишалася для шляхтичів і козаків втіленням мрії простого військовика. Будучи сином бідного управлінця, Стефан не отримав нічого від батька, але здобув свій маєток та посаду власною працею і талантом. Хмелецький був не лише вправним вояком, але і добрим господарником. Разом із дружиною Теофілою Хоцимірською, яка надавала кошти, зокрема, для Вінницького колегіуму єзуїтів, він підняв економіку підконтрольних земель завдяки банківським операціям та торгівлі з Молдавією. Довгий час його номінації на воєводу Київського і сенатора Речі Посполитої противились українські магнати, які вважали Хмелецького «вискочкою з низів».

### Смерть
Невдовзі після призначення на посаду воєводи помер у Новому Меджибожі. Поховали його в Барі 20 лютого 1630, де знаходилася резиденція коронних гетьманів Речі Посполитої. За іншими даними, був похований в одному з костелів Львова.
Заслуги Хмелецького визнав Сенат Речі Посполитої, який за сприяння Томаша Замойського 1631 року затвердив за синами покійного Лукашем (†1645, був таборівським старостою) і Адамом маєтності батька в Україні і звільнив їх від сплати подимного податку. Вдова Хмелецького вийшла заміж вдруге за Марціна Тулібовського. Обидва сини померли до 1645-го. Брати Хмелецького Ієронім та Кшиштоф брали участь подальших війнах з татарами й козаками.

## Власність, маєтки
20 вересня 1624 року Олександр Балабан зареєстрував у Любліні укладений акт продажу Балабанівки (Юшківців) Стефану Хмелецькому та його дружині Теофілі.